# Armin Tschermak-Seysenegg
Armin Eduard Gustav Tschermak, Edler von Seysenegg (* 21. September 1870 in Wien; † 9. Oktober 1952 in Bad Wiessee), war ein österreichischer Physiologe. Sein Vater war der 1906 in den erblichen Adelsstand erhobene Mineraloge Gustav Tschermak, sein Bruder war der Botaniker und Pflanzenzüchter Erich Tschermak-Seysenegg.

## Leben
Armin Tschermak-Seysenegg studierte nach der Matura am Obergymnasium in Kremsmünster Medizin in Wien und Heidelberg. 1895 promovierte er in Wien zum Dr. med. und ging nach Leipzig, wo Ewald Hering lehrte, als dessen Schüler er sich später sah. 1899 habilitierte er sich in Leipzig in Physiologie (Habilitation: Über den Farbensinn im indirekten Sehen). 1899 bis 1906 war er an der Universität Halle, wo er zunächst Assistent von Julius Bernstein war, sich 1900 erneut habilitierte und 1904 einen Professorentitel erhielt. Bei Bernstein forschte er über elektrische Fische. 1901 besuchte er Iwan Petrowitsch Pawlow in Sankt Petersburg. Er war ab 1906 ordentlicher Professor an der Tierärztlichen Hochschule Wien, deren erster Rektor er 1909 bis 1911 war. Ab 1913 war er Professor in Prag an der Deutschen Universität und Direktor des Instituts für Physiologie (zu seinen Vorgängern dort gehörten Purkinje und Ewald Hering). Im Ersten Weltkrieg leitete er an seinem Institut ein Militärspital und er war auch kurzzeitig als Militärarzt an der Front. Als Professor der Universität Prag war er loyal gegenüber der tschechoslowakischen Administration und kehrte, nachdem er kurzzeitig das Land wegen der Sudetenkrise verlassen hatte, 1938 wieder zurück, obwohl die Reichsdozentenführung dagegen war. 1939 wurde er emeritiert. Er blieb bis 1945 oder 1947 in Prag. Er starb bei einem Unfall.
Im Jahr 1909 wurde er zum Mitglied der Deutschen Akademie der Naturforscher Leopoldina gewählt. Im Jahr 1937 erhielt er die Cothenius-Medaille der Leopoldina. 1936 wurde er mit Thomas Hunt Morgan Mitglied der Päpstlichen Akademie der Wissenschaften. Außerdem war er noch Mitglied weiterer Akademien in Wien, Prag, Turin und Rom.
Seine Forschungsgebiete waren allgemeine Physiologie, Physiologie des Auges, Bioelektrizität, Enzyme und Genetik. Eine 2011 veröffentlichte Untersuchung seines Briefwechsels mit seinem Bruder Erich zeigte außerdem, dass er einen nicht unbeträchtlichen Anteil an der Wiederentdeckung der Mendelgesetze durch Erich hatte.
Die Gesellschaft der Freunde der Veterinärmedizinischen Universität Wien (VUW) vergibt jährlich zur Förderung des wissenschaftlichen Nachwuchses den Armin Tschermak von Seysenegg-Preis.
Er war Mitherausgeber der Zeitschrift für Physiologie, der Zeitschrift für Sinnesphysiologie und des Archivs für Augenheilkunde.

## Schriften
- Allgemeine Physiologie. Eine systematische Darstellung der Grundlagen sowie der allgemeinen Ergebnisse und Probleme der Lehre vom tierischen und pflanzlichen Leben. Springer, Berlin (1. Teil, Allgemeine Charakteristik des Lebens, Physikalische und chemische Beschaffenheit der lebenden Substanz, 1916. 2. Teil, Morphologische Eigenschaften der lebenden Substanz und Zellularphysiologie, 1924.)
- Der exakte Subjektivismus in der neueren Sinnesphysiologie. 2., erweiterte Auflage. Haim, Wien/Leipzig 1932 [1931].
- Methodik des optischen Raumsinnes und der Augenbewegungen. Urban & Schwarzenberg, Berlin/Wien [1937].
- Erprobung der Methode des Augenspiegels nach J. E. Purkinje (1823). In: Klinische Monatsblätter für Augenheilkunde. Band 107, 1941, S. 85–91.
- Einführung in die physiologische Optik. Bergmann, München 1942.
- Leitfaden der Physiologie. Urban & Schwarzenberg, Berlin 1949.

## Wappen
Das anlässlich der Nobilitierung seines Vaters verliehene Wappen war: In von Rot und Gold schräglinks geteiltem Schild ein aufgerichteter, farbgewechselter rotbezungter Löwe, der in den Vorderpranken ein an beiden Enden zugespitztes sechsseitiges Prisma pfahlweise hält. Als Helmzier der Löwe mit dem Prisma wachsend, die Helmdecken rot-golden.